# Orcines
Orcines és un municipi francès al departament del Puèi Domat (regió d'Alvèrnia-Roine-Alps). L'any 2007 tenia 3.238 habitants.

## Demografia

### Població
El 2007 la població de fet d'Orcines era de 3.238 persones. Hi havia 1.262 famílies de les quals 264 eren unipersonals (130 homes vivint sols i 134 dones vivint soles), 408 parelles sense fills, 501 parelles amb fills i 89 famílies monoparentals amb fills.
La població ha evolucionat segons el següent gràfic:

### Habitatges
El 2007 hi havia 1.481 habitatges, 1.298 eren l'habitatge principal de la família, 79 eren segones residències i 105 estaven desocupats. 1.329 eren cases i 145 eren apartaments. Dels 1.298 habitatges principals, 1.068 estaven ocupats pels seus propietaris, 197 estaven llogats i ocupats pels llogaters i 33 estaven cedits a títol gratuït; 9 tenien una cambra, 46 en tenien dues, 165 en tenien tres, 325 en tenien quatre i 753 en tenien cinc o més. 1.136 habitatges disposaven pel capbaix d'una plaça de pàrquing. A 412 habitatges hi havia un automòbil i a 817 n'hi havia dos o més.

### Piràmide de població
La piràmide de població per edats i sexe el 2009 era:
| Homes | Edats   | Dones |
| ----- | ------- | ----- |
| 0     | 95 o +  | 0     |
| 0     | 90 a 94 | 4     |
| 8     | 85 a 89 | 20    |
| 8     | 80 a 84 | 12    |
| 36    | 75 a 79 | 40    |
| 64    | 70 a 74 | 80    |
| 64    | 65 a 69 | 68    |
| 88    | 60 a 64 | 104   |
| 108   | 55 a 59 | 92    |
| 152   | 50 a 54 | 132   |
| 132   | 45 a 49 | 132   |
| 148   | 40 a 44 | 156   |
| 116   | 35 a 39 | 116   |
| 92    | 30 a 34 | 76    |
| 44    | 25 a 29 | 56    |
| 104   | 20 a 24 | 72    |
| 100   | 15 a 19 | 116   |
| 100   | 10 a 14 | 88    |
| 100   | 5 a 9   | 112   |
| 68    | 0 a 4   | 52    |

## Economia
El 2007 la població en edat de treballar era de 2.221 persones, 1.660 eren actives i 561 eren inactives. De les 1.660 persones actives 1.579 estaven ocupades (847 homes i 732 dones) i 81 estaven aturades (36 homes i 45 dones). De les 561 persones inactives 199 estaven jubilades, 250 estaven estudiant i 112 estaven classificades com a «altres inactius».

### Ingressos
El 2009 a Orcines hi havia 1.383 unitats fiscals que integraven 3.433,5 persones, la mediana anual d'ingressos fiscals per persona era de 23.324 €.

### Activitats econòmiques
Dels 131 establiments que hi havia el 2007, 3 eren d'empreses alimentàries, 1 d'una empresa de fabricació de material elèctric, 12 d'empreses de fabricació d'altres productes industrials, 29 d'empreses de construcció, 20 d'empreses de comerç i reparació d'automòbils, 8 d'empreses de transport, 19 d'empreses d'hostatgeria i restauració, 1 d'una empresa financera, 8 d'empreses immobiliàries, 14 d'empreses de serveis, 9 d'entitats de l'administració pública i 7 d'empreses classificades com a «altres activitats de serveis».
Dels 42 establiments de servei als particulars que hi havia el 2009, 1 era una oficina de correu, 2 tallers de reparació d'automòbils i de material agrícola, 1 paleta, 4 guixaires pintors, 6 fusteries, 8 lampisteries, 5 electricistes, 3 perruqueries, 11 restaurants i 1 agència immobiliària.
Dels 7 establiments comercials que hi havia el 2009, 1 era un supermercat, 1 una botiga de menys de 120 m², 2 fleques, 2 botigues de material esportiu i 1 una floristeria.
L'any 2000 a Orcines hi havia 28 explotacions agrícoles que ocupaven un total de 804 hectàrees.

## Equipaments sanitaris i escolars
L'únic equipament sanitari que hi havia el 2009 era una farmàcia. El 2009 hi havia dues escoles elementals. Orcines disposava d'un col·legi d'educació secundària amb 49 alumnes.

## Poblacions properes
El següent diagrama mostra les poblacions més properes.